# Wygon, West Pomeranian Voivodeship
Wygon [ˈvɨɡɔn] (tiếng Đức: Langenfuhr)  là một ngôi làng thuộc khu hành chính của Gmina Bierzwnik, thuộc hạt Choszczno, West Pomeranian Voivodeship, ở phía tây bắc Ba Lan. Nó nằm khoảng 10 kilômét (6 mi) về phía đông bắc của Bierzwnik, 28 km (17 mi) ở phía đông Choszczno và 89 km (55 mi) về phía đông nam của thủ đô khu vực Szczecin.
Ngôi làng có dân số xấp xỉ 300 người.